# Wix (Essex)
Pour les articles homonymes, voir Wix.
Wix est un village et une paroisse civile de l'Essex, en Angleterre.